# Нова українська хвиля (організація)
Всеамериканська громадська організація «Нова Українська Хвиля» (англ. New Ukrainian Wave), національно-патріотична і освітньо-культурна громадська організація, створена на основі спільності інтересів насамперед вихідців з України останньої еміграційної четвертої хвилі у Сполучених Штатах Америки.
У червні 2006, понад 50 учасників круглого столу "Четверта Хвиля: Проблеми — Перспективи розвитку, " який відбувся у культурному релігійному центрі Стемфордської Єпархії УГКЦ, погодилися згуртуватись, щоб підвищувати свій голос серед українсько-американській громаді і підсилювати її своєю зорганізованою діяльністю.
У 2010 ВГО «Нова Українська Хвиля» представила два проекти до Верховної Ради України та до Міністерство закордонних справ України. Один з них стосується Змін і доповнень до Закону про вибори (в частині кореспондентського голосування) з тим, щоб кожен громадянин України де б він не знаходився міг сповнити свій громадянський обов'язок. Інший законопроект про пенсійне забезпечення для тих, хто заробив пенсію у США і має намір повернутися в Україну.
З 2011 Нова Українська Хвиля є членська організація крайової ради Українського Конгресового Комітету Америки.
У 2016 школа українознавства «Нова хвилька» у Брукліні (Нью-Йорк, США) була заснована завдяки зусиллям Нової Української Хвилі.